# Maurice Monney-Bouton
Maurice Paul René Monney-Bouton (24. februar 1892 — 15. juni 1965) var en fransk roer og dobbelt olympisk medaljevinder.
Monney-Bouton vandt sølv i toer med styrmand ved OL 1920 i Antwerpen, sammen med sin svigerfar Ernest Barberolle og Gabriel Poix. Fire år senere vandt han sølv i toer uden styrmand ved OL 1924 i hjembyen Paris. Hans makker i båden var Georges Piot.
Monney-Bouton vandt desuden to EM-guldmedaljer i toer med styrmand, i henholdsvis 1913 og 1920.

## OL-medaljer
- 1920:  Sølv i toer med styrmand
- 1924:  Sølv i toer uden styrmand